# Lotus coronillaefolius
Lotus coronillaefolius är en ärtväxtart som beskrevs av Philip Barker Webb. Lotus coronillaefolius ingår i släktet käringtänder, och familjen ärtväxter. Inga underarter finns listade i Catalogue of Life.